# لويس غارسيا (سياسي)
لويس غارسيا (بالإنجليزية: Luis Garcia)‏ هو سياسي أمريكي، ولد في 8 ديسمبر 1945 في كوبا. حزبياً، نشط في الحزب الديمقراطي. وقد انتخب عضو مجلس نواب فلوريدا.